# Casa de la Vila de Vinyols i els Arcs
Casa de la Vila del municipi de Vinyols i els Arcs (Baix Camp), o Casa Torrell, Casa Gran de Folc, és un antic casal declarat Bé Cultural d'Interès Local amb una torre de defensa quadrada, la torre de Cal Torrell, que està declarada bé cultural d'interès nacional.

## Descripció
És una gran casa amb porta d'arc amb llinda, de carreus encoixinats. Té un pati ample, escala amb petites voltes decorades amb guinardes, de començament del segle xx. Als racons hi ha tosques figures al·legòriques. Els baixos són amb arcades i voltes, de maons principalment. Pis principal amb grans sales, amb sòl de ceràmica, amb dibuix del tipus Poblet. La part inferior ha estat objecte d'importants transformacions. La torre forma cos amb la casa.
La torre de defensa forma cos amb la casa. És de planta rectangular de 6 x 6,40 metres, i uns 12 metres d'alçada. Està força ben conservada. Té murs de maçoneria, arrebossats, cantonades i matacans, un a cada cara, de pedra picada. Pisos amb voltes de maons, probablement construïts més tard, quan es va construir l'actual ajuntament, adossat a la torre, que té arcs i voltes de factura similar. L'origen de la torre és possiblement d'origen tardomedieval, tot i que l'edifici és dels segles XVI-XVII.

## Història
L'antiga casa comunal estava al número 27 del carrer Major. L'edifici de l'actual ajuntament fou construït per la família Torrent probablement a finals del segle xvi. Al marc de l'entrada figura l'escut de la casa. A mitjan segle xvii esdevingué propietat de la família Folc, que s'establí a la vila. Des d'aleshores fou coneguda com a la "casa gran de Folc". A final de segle xviii passa a ser propietat de la família Nicolau. L'any 1859 era del tinent general D. de los Ríos, i els seus hereus van vendre l'edifici a la corporació municipal en 1884.
La torre la va fer construir Francesc Torrell i Pradell l'any 1560. Seguí el mateix camí que l'actual casa de la Vila, i va pertànyer a les famílies Folc i Nicolau, abans de passar a ser propietat municipal. Durant la guerra de 1936-39 va fer les funcions de presó. Fa pocs anys s'hi descobriren uns pergamins i llibres guardats allí, probablement a causa de la guerra.